# Николай Цонев
Николай Георгиев Цонев е офицер от Българската армия, предприемач, политик, лидер на политическа партия „Нова алтернатива“ (2012-2022г.) и бивш министър на отбраната през периода 2008 – 2009 г.
В изпълнение на управленските си позиции, той отговаря за осъществяването на редица стратегически реформи в Българската армия и в сектор „Сигурност“.
По време на управлението си като министър, той изменя Закона за отбраната и въоръжените сили (ЗОВС) и предоставя на служителите от въоръжените сили множество социални стимули, продиктувани от промяна на статута на служителите от БА от наборна служба в професионална армия. Заедно с това, той предприема финансови оптимизации, които позволяват бюджетът на Министерство на отбраната да достигне размер от близо 2% от брутния вътрешен продукт на България.
Преди да бъде избран за министър на отбраната, Николай Цонев работи като управител на няколко компании, ангажирани в сферата на леката промишленост.
От 1999 до 2000 година той ръководи дирекция „Управление на доставките“ в Министерството на отбраната. През 2001 година става съветник на военния министър Николай Свинаров, а през 2002 оглавява Изпълнителна агенция „Социални дейности“ към МО.

## Биография
Николай Цонев е роден на 9 юни 1956 година в Перник. Завършва Висшето народно военно артилерийско училище „Георги Димитров“, специалност „Зенитна артилерия“ и от 1978 година е офицер в Българската народна армия. През 1986 – 1989 година учи във ВА ПВО СВ „Василевски“ в Киев. През 1992 година се уволнява от армията.
През следващите години Цонев участва в управлението на няколко фирми, сред които производителя на хляб „Нилана“. През 1996 година завършва счетоводство в Университета за национално и световно стопанство, а през 2005 година – философия в Софийския университет „Свети Климент Охридски“. През 2006 година защитава докторантура по маркетинг. От 2002 година е преподавател в УНСС. От 2015 година Николай Цонев е доцент по Икономока и управление, а от 2019 г. е избран за ръководител на катедра „Икономика на туризма“в УНСС.
От 1999 до 2000 година Николай Цонев ръководи дирекция „Управление на доставките“ в Министерството на отбраната. През 2001 година става съветник на военния министър Николай Свинаров, а през 2002 оглавява агенцията за социални дейности към министерството. На 24 април 2008 година е избран за министър на отбраната в правителството на Сергей Станишев и остава на този пост до смяната на кабинета на 27 юли 2009 година.
На 24 юни 2012 година, на учредителното събрание на ПП „Нова Алтернатива“ е избран за председател на партията. Партията има центристка ориентация и изповядва патриотично-либерални идеи.

## Обвинения и дела
През месеците след края на мандата му като министър на отбраната Николай Цонев е разследван за злоупотреби по време на управлението му на Министерството на отбраната. На 1 април 2010 година зрелищно е арестуван и обвинен в предлагане на подкуп на следовател, като по време на ареста заместник-градският прокурор Роман Василев нарича Цонев „абсолютен престъпник“. На 28 октомври 2012 година е оправдан от Софийския градски съд по това обвинение. 
На 1 юни 2012 г. Цонев е оправдан от Върховния касационен съд по друго дело – за сключване на четири неизгодни сделки през 1999 г. когато е ръководител на дирекция „Управление на доставките“ в Министерството на отбраната.
Общо Цонев е съден и оправдан по четири дела и през август 2015 г. осъжда прокуратурата на втора инстанция да му плати обезщетение в размер на 15 хил. лева. 
През 2018 г. Върховният касационен съд постановлява със свое окончателно решение държавата да изплати на Цонев обещетение в размер на 108 000 лв. заради скандалния му арест. Съдът мотивира обезщетението му с бруталния арест и факта, че процесът е влошил здравето му и е попречил на политическата му реализация.